# Fontenoy (Yonne)
Fontenoy település Franciaországban, Yonne megyében. Lakosainak száma 293 fő (2022. január 1.). Fontenoy Lalande, Fontaines, Lain, Levis és Saints-en-Puisaye községekkel határos.
A város közelében zajlott 841. június 25-én a fontenoy-i csata, amelyben II. (Német) Lajos és II. (Kopasz) Károly, mindketten I. (Jámbor) Lajos császár fiai, legyőzték testvérbátyjukat, I. Lothár császárt.

## Népesség
A település népességének változása:
| Lakosok száma | 306  | 298  | 305  | 296  | 298  | 300  | 298  | 295  | 293  |
|               | 2013 | 2015 | 2016 | 2017 | 2018 | 2019 | 2020 | 2021 | 2022 |